# Dolní mlýn (Vysoké Mýto)
Dolní mlýn (Josefyho mlýn) stojí na Pražském Předměstí ve Vysokém Mýtě na odbočném kanále řeky Loučná (Trstěnice), nazývaném Mlýnský potok, a má adresu Fibichova čp. 17. Je zapsán jako kulturní památka. V pískovcovém nadpraží se nachází mimořádně hodnotný nápis o založení mlýna v roce 1541: „LETA BOZIHO 1541 STAWYL G BERNART YOZEFF“, považovaný za nejstarší známý nápis o založení mlýna v Čechách,  Mlýn byl po několik staletí v držení rodu Josefy. Kulturní památka není v současné době veřejně přístupná.

## Historie
Mlýnská budova byla po přestavbě Bernarda Jozeffiho kamenná, přízemní a s podstřeším, které se nacházelo pod trojmo sedlovou střechou. Obydlí mlynáře se nacházelo na východně straně po celé šíři, na západní straně byla mlýnice. Součástí mlýna byla kamenná stodola, která se zachovala dodnes, a také zahrada, kolna a kamenný sklep. V zápise o jeho založení se v městských knihách zachovala i první a dosud nejstarší objevená zmínka o "Josefu mlynáři": „V pátek před sv. Matějem 20. února 1551, Bartoň Černej, Jozef mlynář. Léta 1551. Za purkmistra pana Adama. Bartoň Černej stojíc v radě přiznal se, že v gruntu svým pustil Jozefovi mlynáři, aby loch klenutej udělal zdýli 12 loket a šíře jakž potřeba kázati bude. A cožkoliv země vodkryto k tý potřebě bude, to on Jozef zase zakrýti drnem má, kterešto loch budaucně dědičně k mlejnu býti má. A v tom od žádného držitele té zahrady překážka činěna býti nemá, než on Jozef i budaucí jeho toho lochu užívati mají tak, jako svýho vlastního. A za to místo on Jozef dal Bartoňovi 4 kopy."

## Vlastníci mlýna
Vlastníky mlýna byli:

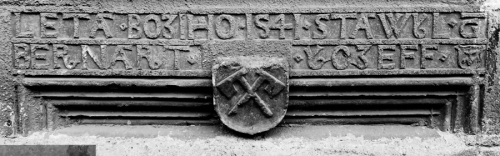
Nápis na nadpraží mlýna, nejstarší dochovaný nápis o založení mlýna v Čechách.

- 1541–1578: Bernard Jozeff (alias Josef mlynář) (?–1581/1582), nestor rodu Josefy[4]
- 1578–1606: Václav Jozeffů (?–≤1606), syn předchozího; v letech 1564–1578 byl vlastníkem mlýna ve Stradouni.
- 1606–?: Jakub Jozefů (cca 1580–≤1638), syn předchozího
- 1651–(1678): Jiří Josefy (1631–11. 11. 1678), syn předchozího
- 1678–(1695): Václav Josefy (11. 7. 1634, Vysoké Mýto – 17. 12. 1695, Vysoké Mýto), bratr předchozího
- (1695)–(1744): Matěj Josefy (3. 2. 1673, Vysoké Mýto – 10. 10. 1744, Vysoké Mýto), syn předchozího
- (1744)–(1777): Václav Josef Josefy (4. 3. 1711, Vysoké Mýto – 4. 4. 1777, Vysoké Mýto, Vraclavské předměstí 14), syn předchozího
- (1777)– (1812): Ignác Vavřinec Josefy (18. 7. 1745, Vysoké Mýto – 24. 1. 1812, Vysoké Mýto) syn předchozího, poslední mlynář na Josefyho mlýně z rodu Josefy

## Rod Josefy
Z původem tradičního mlynářského rodu Josefy vzešlo několik významných osobností v oblasti vědy, umění, duchovní či společenské správy:
- Burian Stradonius Joseffi (1564–1617),[5] bakalář svobodných umění, radní a písař ve Vysokém Mýtě. Stradonius skládal básně v latině jako např. „Epitaphi“ Pavlu Hanušovi zavražděnému v roce 1598 či Kateřině manželce Jeronýma Nejedlého Husineckého.
- Jan Joseffi (1693 - 1762), založil církevní fundaci na výstavbu fary v Knířově[6] a na poutní cestě nechal postavit barokní sochy sv. Josefa, sv. Vavřince[7] a panny Marie knířovské, které jsou kulturní památkou ČR.[8]
- Franz. X. Josephy (1783–1839), děkan vysokomýtský,[9] který působil na farnosti kostela svatého Vavřince a Kostela Nejsvětější Trojice.
- Antonín Josephy (1793–1839), magistrátní a kriminální rada a setník c.k. výsadního sboru ostrostřeleckého v Táboře.
- Karel Josephy (1895 - 1968), ředitel tabákových továren v Táboře a Brně, státních podniků Československé tabákové režie.
- Michal Josephy (* 1977), antropolog, novinář, fotograf, vysokoškolský pedagog.
- Alžběta Josefy (* 1984), malířka a hudebnice. [10]

O poznání historie rodu Josefy / Joseffi / Josephy se zasloužil vysokomýtský rodák a historik PhDr. Hermenegild Jireček, jehož bádání o nejstarších dějinách rodu prohloubil a geneaologicky upřesnil přímý potomek rodu a historik Václav Černý, Ph.D. s přispěním přímého potomka rodu a antropologa Michala Josephy, Ph.D. Geneaologický a antropologický výzkum v současnosti pokračuje v rámci vědeckého projektu Genetika a příjmení.

## Zajímavost
Josefyho mlýn provází mnoho tragických pověstí a ta nejpůsobivější z nich má historickou a geneaologickou průkaznost. U posledního mlynáře na Josefyho mlýně (Ignác Joseffi), byl zaměstnán stárek Mikus, který se zamiloval do starší z jeho dcer, Josefky. Pan otec Joseffi, který se o poměru mezi nimi dozvěděl, stárka nemilosrdně vyhnal. Mikus z nešťastné lásky prchl do ciziny, resp. byl odveden k vojsku, kde chtěl zapomenout na nešťastnou lásku. Mlynář - aby nebylo skandálu pro dceřin hřích - zadal Josefku sklenáři Tůmovi, který odvedl vzpouzející se Josefku k oltáři. Po mnoha letech, v roce 1815, táhlo Vysokým Mýtem na Paříž ruské vojsko, v jehož čele jel generál, kterým nebyl nikdo jiný nežli někdejší stárek Mikus. Ve vinárně Na staré poště, kde se chtěl občerstvit, narazil na sestru své milované Josefky, a poprosil jí, aby jim domluvila schůzku. Mikus po příchodu paní Tůmové odešel do místnosti, kde zazpíval píseň, kterou tak rád na splavě u mlýna, pod Josefčiným oknem, zpívával. Paní Tůmová omdlela, a poté, co byla přivedena k vědomí, se několikráte sešla s milencem, na něhož nemohla po dlouhá léta zapomenout, u staré kostnice na hřbitově, načež se rozešli na vždy. Krátce na to paní Tůmová zemřela a rodinu mlynáře Joseffiho stíhalo neštěstí za neštěstím. Dcera něšťastné Josefky Veronika se posléze provdala se za kováře Josefa Jirečka a stala se matkou významného etnografa a literárního historika Josefa Jirečka a právního a regionálního historika Hermenegilda Jirečka.